# 薛捍勤
薛捍勤（1955年9月15日—），山东莱州人，出生于上海，中国外交官、国际法学者，现任国际法院法官。

## 生平

### 早年生活及外交官生涯
她曾先后在北京外国语大学、北京大学、美国哥伦比亚大学学习。1980年獲得北京外國語大學文學學士學位，1982年獲得北京大學國際法文憑，1983年畢業於美国哥倫比亞大學法學院獲得法學碩士學位。1980年至2003年期間，薛捍勤在中國外交部条约法律司工作，历任副处长、处长、副司长、最終升任為司長。1991年，她回到哥倫比亞法學院就讀法学博士課程，於1995年畢業。2003年，接替朱祖寿任中国驻荷兰王国大使，兼任常驻禁止化学武器组织代表。2008年，出任首任中国驻东盟大使，同时任外交部法律顾问。

### 進入國際法院
2010年6月，薛捍勤当选为国际法院法官，接替於2010年5月28日辞职的中国籍法官史久镛，成为国际法院首位中国籍女法官，薛女士於2010年9月13日宣誓就任國際法院法官。她也是在國際法院任職的現任三名女法官之一，迄今為止當選為國際法院法官的女性僅有四名。薛捍勤於2011年和2020年成功連任，任期將於2030年2月5日屆滿。2012年2月6日，薛法官被任命為國際法院副院長，於2021年卸任後由俄羅斯籍法官基里爾·格沃吉安接任副院長一職。

### 其他工作
薛捍勤是布鲁塞尔国际法研究院院士、亚洲国际法学会会长。2010年5月，当选联合国国际法委员会会议主席，为委员会历史上首位亚洲女性主席。

## 法庭意见

### 2022年國際法院俄烏戰爭裁定
2022年3月，國際法院審理「俄羅斯以盧甘斯克和頓涅茨克州出現種族滅絕為由，而在烏克蘭領土展開的軍事行動」一案，初步聽證會最終以13：2之比數裁准此案，烏克蘭成功獲得臨時救濟權（Provisional Relief），國際法院命令俄羅斯聯邦要立即停止在烏克蘭的軍事行動。
其中，薛法官就本案投下反對票，在她的陳述意見書中表示不同意國際法院對此案具有管轄權，並寫道烏克蘭其實是在尋求國际法院就俄羅斯入侵的合法性作出裁決，而不是關於《滅絕種族罪公約》的爭議。但表示「支持應立即停止在烏克蘭的軍事行動，但烏克蘭對俄羅斯軍事行動立場描述有誤，另目前情勢僅單獨要求俄方恐無法解決，而是需各方努力，因此對判決的影響需再觀察」。俄羅斯籍副院長基里爾·格沃爾吉安同意薛法官，同樣投下反對票。摩洛哥籍法官穆罕默德·本努納雖投下支持票，但也對此案中《滅絕種族罪公約》的適用性表示懷疑。
此外，包括薛捍勤在內的所有國際法院法官呼籲當事方避免採取任何可能會加劇法院爭議、或使该案更難解決的行動。